# Скоделарио, Кая
Ка́я Ро́уз Скодела́рио-Дэ́вис (англ. Kaya Rose Scodelario-Davis; род. 13 марта 1992, Лондон, Великобритания) — британская актриса, известная по ролям в молодёжном сериале «Молокососы», в фильмах «Бегущий в лабиринте» и «Пираты Карибского моря: Мертвецы не рассказывают сказки».

## Биография
Кая Скоделарио (имя при рождении — Кая Роуз Хамфри) родилась в Паддингтоне, Лондон, Англия. Отец — англичанин Роджер Хамфри (умер 22 ноября 2010 года), мать — бразильянка. Родители развелись, когда Кая была ребёнком. Девочку воспитывала мать, поэтому Кая в совершенстве владеет португальским. Актриса взяла фамилию матери.
В 2007 Кая начала свою карьеру актрисы, снявшись в молодёжном телесериале «Молокососы». Благодаря этому ей начали поступать предложения сниматься и в других фильмах. Наиболее знаменитый из них это «Битва титанов». Она также пробовалась на роль Китнисс Эвердин в фильме «Голодные игры». Получила роль Терезы в фильме «Бегущий в лабиринте».

## Личная жизнь
В 2007 году Скоделарио начала встречаться с партнёром по сериалу «Молокососы» Джеком О’Коннеллом, с которым рассталась в июне 2009 года. В 2008 году она начала жить самостоятельно в квартире на севере Лондона, заявив, что женщина должна быть «независимой и сильной». С конца 2009 года по 2014 год Кая встречалась с актёром Эллиоттом Титтенсором.
В апреле 2014 года во время съёмок фильма «Русалка и дочь короля» Скоделарио начала встречаться с актёром Бенджамином Уокером, 28 декабря 2014 года обручилась с ним, в декабре 2015 года вышла за него замуж. В ноябре 2016 года Скоделарио родила сына, 8 января 2022 года — дочь. В феврале 2024 года пара объявила о разводе.

## Фильмография
| Год       |     | Русское название                                        | Оригинальное название                            | Роль                   |
| --------- | --- | ------------------------------------------------------- | ------------------------------------------------ | ---------------------- |
| 2007—2013 | с   | Молокососы                                              | Skins                                            | Элизабет «Эффи» Стонем |
| 2009      | ф   | Луна 2112                                               | Moon                                             | Ив                     |
| 2010      | ф   | Битва титанов                                           | Clash of the Titans                              | Пешет                  |
| 2010      | ф   | Заточка                                                 | Shank                                            | Таша                   |
| 2011      | ф   | Грозовой перевал                                        | Wuthering Heights                                | Кэтрин Эрншо           |
| 2012      | с   | Настоящая любовь                                        | True Love                                        | Карен                  |
| 2012      | ф   | 28 тысяч                                                | Twenty8k                                         | Салли Уивер            |
| 2012      | ф   | Сейчас самое время                                      | Now is Good                                      | Зои                    |
| 2012      | ф   | Спайк Айленд                                            | Spike Island                                     | продавец               |
| 2013      | ф   | Эмануэль и правда о рыбах                               | Emanuel and the Truth About Fishes               | Эмануэль               |
| 2013      | с   | Саутклифф                                               | Southcliffe                                      | Анна                   |
| 2013      | кор | Ходячие истории                                         | Walking Stories                                  | Сара Кэмпбелл          |
| 2014      | ф   | Бегущий в лабиринте                                     | The Maze Runner                                  | Тереза Агнес           |
| 2015      | кор | Призыв к Гримсби                                        | A Plea for Grimsby                               | девушка Йоне           |
| 2015      | ф   | Дом тигра                                               | Tiger House                                      | Келли                  |
| 2015      | ф   | Бегущий в лабиринте: Испытание огнём                    | The Maze Runner: Scorch Trials                   | Тереза Агнес           |
| 2017      | ф   | Пираты Карибского моря: Мертвецы не рассказывают сказки | Pirates of the Caribbean: Dead Men Tell No Tales | Карина Смит            |
| 2018      | ф   | Бегущий в лабиринте: Лекарство от смерти                | The Maze Runner: The Death Cure                  | Тереза Агнес           |
| 2019      | ф   | Красивый, плохой, злой                                  | Extremely Wicked, Shockingly Evil and Vile       | Кэрол Энн Бун          |
| 2019      | ф   | Капкан                                                  | Crawl                                            | Хейли Келлер           |
| 2020      | с   | Цепляясь за лёд                                         | Spinning Out                                     | Кэт Бэкер              |
| 2020      | с   | Бледный конь                                            | The Pale Horse                                   | Гермия Истербрук       |
| 2021      | ф   | Обитель зла: Раккун-Сити                                | Resident Evil: Welcome to Raccoon City           | Клэр Редфилд           |
| 2022      | ф   | Русалка и дочь короля                                   | The King’s Daughter                              | Мари-Жозефа            |
| 2022      | ф   | Не заставляй меня уходить                               | Don’t Make Me Go                                 | Энни                   |
| 2022      | ф   | Это — Рождество                                         | This Is Christmas                                | Эмма                   |
| 2024      | с   | Джентльмены                                             | The Gentlemen                                    | Сьюзи Гласс            |
| 2024      | с   | Сенна                                                   | Senna                                            | Лаура                  |
| 2025      | ф   | Взросление                                              | Adulthood                                        | Меган                  |
| 2025      | ф   | Девушка из каюты № 10                                   | The Woman in Cabin 10                            |                        |

### Музыкальные клипы
| Год  | Название              | Исполнитель   |
| ---- | --------------------- | ------------- |
| 2009 | Stay Too Long         | Plan B        |
| 2010 | She Said              | Plan B        |
| 2010 | Old Isleworth         | The Ruskins   |
| 2010 | Love Goes Down        | Plan B        |
| 2011 | Writing's on the Wall | Plan B        |
| 2012 | Candy                 | Робби Уильямс |